# Tonyukuk
Tonyukuk (en xinès: 暾欲谷) fou un hàbil polític turquès la família del qual havia ocupat en un moment donat un lloc hereditari a l'administració xinesa del districte fronterer de Yun-tchong, proper a l'actual Kuei-Hua-tch'eng al nord de Shansi. La seva biografia es pot reconstruir mercès a la inscripció del seu pilar funerari localitzat el 1897 a la vall de l'alt Tula a Baïn-Tsokto, entre Nalaicha i la riba dreta del riu, i les dades complementàries de l'obra xinesa T'ang-chou.
Quan el kakhan Kutlugh (l'Afortunat) va restablir la independència dels turcs orientals, Tonyukuk es va posar al seu servei i va esdevenir el seu conseller i lloctinent polític i va posar a l'abast del seu principal els coneixements adquirits com a funcionari xinès. Va aconsellar o acompanyar al kakhan Kutlugh en totes les seves campanyes fins que el kakhan va morir el 691. La seva filla es va casar amb Kultegin, fill de Kutlugh. Després fou conseller del Khan Baktshor. Quan Kultegin va donar el cop d'estat que el va portar al poder el 716, va fer matar tots els parents i consellers del kan Baktshor, però Tonyukuk fou perdonat com a sogre. Kultegin i el seu germà Bilga (o Bilgä) van demanar també els seus consells vers el 718 quan Tonyukuk tenia uns 70 anys i va aconsellar restar als boscos d'Ötukän (és a dir a l'Orkhon i al Khangaï) cosa que l'emperador va escoltar. En la guerra que va seguir contra Xina, el conseller va assegurar que no hi havia coordinació possible entre els kitan, els basmil i els xinesos que s'havien aliat contra Bilga, com realment va passar.
Va morir poc després, segurament després de la signatura de la pau amb Xina el 722 (vers el 724)